# دافني أوز
دافني أوز (بالتركية: Daphne Öz)‏ هي صحفية وكاتِبة أمريكية، ولدت في 17 فبراير 1986 في فيلادلفيا في الولايات المتحدة.

## وصلات خارجية
- الموقع الرسمي
- دافني أوز على موقع IMDb (الإنجليزية)